# Claus de Werve
Claus de Werve (Haarlem, 1380 - Dijon, 8 de outubro de 1439) foi um escultor de origem holandesa que entrou ao serviço dos duques da Borgonha seguindo seu tio Claus Sluter. Várias de suas obras ainda estão preservadas na Borgonha.

## Biografia
Ele começou seu trabalho como quarto trabalhador, com salário de dois gros por dia, e aumentou para dois gros e meio em 1400, desta vez como primeiro trabalhador de seu tio. Progredindo constantemente em sua arte, Claus Sluter o associou intimamente com a execução do Poço de Moisés (1405)  . Com a morte de seu tio, em janeiro de 1406, Claus de Werve assumiu seu estúdio e o gozo de sua mansão e, por sua vez, tornou-se trabalhador de imagens e varlet de chambre do duque Jean sem medo, então com sua morte.

## Obras

### Pela Cartuxa de Champmol

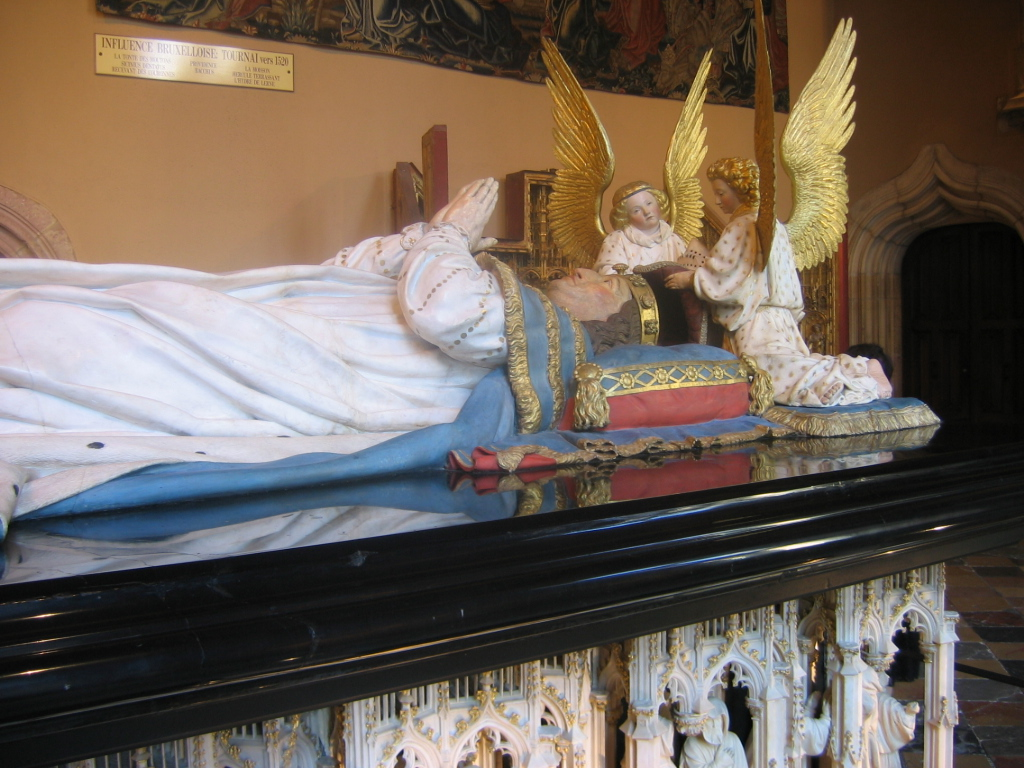
Tumba de Filipe, o Temerário, Museu de Belas Artes de Dijon

- Poço de Moisés (1396-1405), colaboração com Claus Sluter, Claus de Werve esculpiu particularmente os anjos chorando do monumento
- o túmulo de Philip the Bold (1406-1410), uma obra iniciada por Jean de Marville e Claus Sluter e concluída por Claus de Werve. Este último esculpiu quase todas as estátuas dos enlutados, mas também os anjos e a figura reclinada. Atualmente no Museu de Belas Artes de Dijon.[1]

### Outras obras atribuídas
Várias esculturas religiosas anteriormente ou ainda preservadas em edifícios religiosos na Borgonha ou arredores são atribuídas ao escultor ou à sua oficina.
- o Retábulo da Paixão (1430) na igreja Saint-Vincent em Bessey-lès-Cîteaux
- Monumento funerário de Aimé de Chalon, antiga abadia de Saint-Pierre de Baume-les-Messieurs
- Virgem da Anunciação, pedra oolítica macia, anteriormente policromada, 128 x 47 x 31 cm, cinza, museu Baron-Martin
- Virgem e Menino, destinado ao Convento das Clarissas de Poligny, atualmente no Metropolitan Museum of Art de Nova York,[2][3]
- Cristo no túmulo, Catedral de Saint-Mammès de Langres, restaurado e reinstalado na catedral em 2008,[4]
- grupo esculpido da Anunciação, destinado à abadia beneditina, Saint-Seine-l'Abbaye ( Côte-d'Or )
- Estátuas da Virgem e de São João destinadas a um calvário na Igreja de Saint-Denis em Nuits-Saint-Georges, atualmente na igreja paroquial de Premeaux-Prissey (Côte-d'Or)
- Estátua da Virgem com o Menino, igreja paroquial de Saint-Aignan em Rouvres-sous-Meilly
- A Virgem e o Menino, por volta de 1415 - 1420, calcário, Auxonne, igreja de Notre-Dame

### Obras desaparecidas
Muitas obras desapareceram, mas foram registradas nos arquivos do Ducado da Borgonha :
- Santíssima Trindade e Dois Monges (1413), fachada da Maison du Miroir, Dijon. Casa destruída em 1767 ;
- Tabernáculo do altar encimado por estátuas de anjos (1415), igreja Notre-Dame de Dijon ;
- a Virgem e Santo André (1431), às portas de Dijon.